# Livry-Louvercy
Livry-Louvercy és un municipi francès, situat al departament del Marne i a la regió del Gran Est. L'any 2007 tenia 840 habitants.

## Demografia

### Població
El 2007 la població de fet de Livry-Louvercy era de 840 persones. Hi havia 294 famílies, de les quals 28 eren unipersonals (20 homes vivint sols i 8 dones vivint soles), 111 parelles sense fills, 147 parelles amb fills i 8 famílies monoparentals amb fills.
La població ha evolucionat segons el següent gràfic:
Habitants censats

### Habitatges
El 2007 hi havia 309 habitatges, 295 eren l'habitatge principal de la família, 6 eren segones residències i 8 estaven desocupats. 301 eren cases i 6 eren apartaments. Dels 295 habitatges principals, 256 estaven ocupats pels seus propietaris, 36 estaven llogats i ocupats pels llogaters i 3 estaven cedits a títol gratuït; 8 tenien dues cambres, 12 en tenien tres, 61 en tenien quatre i 215 en tenien cinc o més. 249 habitatges disposaven pel capbaix d'una plaça de pàrquing. A 72 habitatges hi havia un automòbil i a 206 n'hi havia dos o més.

### Piràmide de població
La piràmide de població per edats i sexe el 2009 era:
| Homes | Edats   | Dones |
| ----- | ------- | ----- |
| 0     | 95 o +  | 0     |
| 0     | 90 a 94 | 0     |
| 8     | 85 a 89 | 4     |
| 4     | 80 a 84 | 4     |
| 12    | 75 a 79 | 16    |
| 4     | 70 a 74 | 16    |
| 8     | 65 a 69 | 4     |
| 4     | 60 a 64 | 4     |
| 8     | 55 a 59 | 12    |
| 36    | 50 a 54 | 12    |
| 40    | 45 a 49 | 44    |
| 40    | 40 a 44 | 40    |
| 20    | 35 a 39 | 32    |
| 48    | 30 a 34 | 28    |
| 16    | 25 a 29 | 36    |
| 16    | 20 a 24 | 16    |
| 56    | 15 a 19 | 56    |
| 44    | 10 a 14 | 24    |
| 36    | 5 a 9   | 32    |
| 20    | 0 a 4   | 20    |

## Economia
El 2007 la població en edat de treballar era de 567 persones, 434 eren actives i 133 eren inactives. De les 434 persones actives 417 estaven ocupades (222 homes i 195 dones) i 18 estaven aturades (12 homes i 6 dones). De les 133 persones inactives 38 estaven jubilades, 50 estaven estudiant i 45 estaven classificades com a «altres inactius».

### Ingressos
El 2009 a Livry-Louvercy hi havia 326 unitats fiscals que integraven 952 persones, la mediana anual d'ingressos fiscals per persona era de 20.181 €.

### Activitats econòmiques
Dels 20 establiments que hi havia el 2007, 3 eren d'empreses extractives, 1 d'una empresa alimentària, 7 d'empreses de construcció, 3 d'empreses de comerç i reparació d'automòbils, 1 d'una empresa d'informació i comunicació, 1 d'una empresa financera, 2 d'empreses de serveis i 2 d'empreses classificades com a «altres activitats de serveis».
Dels 8 establiments de servei als particulars que hi havia el 2009, 1 era un taller d'inspecció tècnica de vehicles, 2 fusteries, 3 electricistes, 1 empresa de construcció i 1 perruqueria.
L'únic establiment comercial que hi havia el 2009 era una carnisseria.
L'any 2000 a Livry-Louvercy hi havia 16 explotacions agrícoles.

## Equipaments sanitaris i escolars
El 2009 hi havia 1 escola maternal i 1 escola elemental.

## Poblacions més properes
El següent diagrama mostra les poblacions més properes.